# Monte Rosa, Oaxaca
Monte Rosa är en ort i Mexiko.   Den ligger i kommunen San Pedro y San Pablo Ayutla och delstaten Oaxaca, i den sydöstra delen av landet, 400 km sydost om huvudstaden Mexico City. Monte Rosa ligger 2 060 meter över havet och antalet invånare är 167.
Terrängen runt Monte Rosa är huvudsakligen kuperad, men åt nordväst är den bergig. Runt Monte Rosa är det ganska glesbefolkat, med 47 invånare per kvadratkilometer. Närmaste större samhälle är Tamazulápam del Espíritu Santo, 11,2 km nordost om Monte Rosa. I omgivningarna runt Monte Rosa växer huvudsakligen savannskog.